# Бамба, Мохамед (футболист)
Мохамед Бамба (фр. Mohamed Bamba; род. 10 декабря 2001, Буаке, Валле-дю-Бандама) — ивуарийский футболист, нападающий клуба «Лорьян».

## Клубная карьера
Бамба — воспитанник клуба «Буаке». В 2018 году он дебютировал в чемпионате Кот-д’Ивуара. В начале 2020 года Бамба подписал контракт с израильским «Хапоэль Ришон-ле-Цион». 17 января в матче против «Хапоэль Ноф-ха-Галиль» он дебютировал в Лиге Леумит. 2 ноября в поединке против «Бейтар Тель-Авив Бат-Ям» Мохамед забил свой первый гол за «Хапоэль Ришон-ле-Цион». В 2023 году игрок забил 20 голов, став лучшим бомбардиром чемпионата и помог клубу выйти в элиту. Летом того же года Бамба перешёл в австрийский «Вольфсберг». 12 августа в матче против «Аустрии» из Лустенау он дебютировал в австрийской Бундеслиге. 26 августа в поединке против «Ред Булл Зальцбург» Мохамед забил свой первый гол за «Вольфсберг». 
В начале 2024 года Бамба перешёл во французский «Лорьян», подписав контракт на 4,5 года. 

## Достижения
Индивидуальные
- Лучшим бомбардир Лиги Леумит (20 голов) — 2022/2023